# ATC-kod H02: Kortikosteroider för systemiskt bruk
ATC-kod H02: Kortikosteroider för systemiskt bruk är en del av klassificeringssystemet ATC (Anatomical Therapeutic Chemical Classification System) för läkemedel och vissa andra medicinska produkter. ATC utvecklas av WHO och består av alfanumeriska koder indelade i grupper utifrån anatomi, medicinsk funktion och läkemedelstyp på 5 olika kodnivåer. Denna sida utgör innehållet i en specifik grupp på nivå 2.

## H02AKortikosteroiderför systemiskt bruk

### H02AAMineralkortikoider
H02AA01 Aldosteron
H02AA02 Fludrokortison
H02AA03 Desoxikorton

### H02ABGlukokortikoider
H02AB01 Betametason
H02AB02 Dexametason
H02AB03 Fluorkortolon
H02AB04 Metylprednisolon
H02AB05 Parametason
H02AB06 Prednisolon
H02AB07 Prednison
H02AB08 Triamcinolon
H02AB09 Hydrokortison
H02AB10 Kortison
H02AB11 Prednyliden
H02AB12 Rimexolon
H02AB13 Deflazakort
H02AB14 Cloprednol
H02AB15 Meprednison
H02AB17 Cortivazol

## H02BKortikosteroiderför systemiskt bruk, kombinationer

### H02BX Kortikosteroider för systemiskt bruk, kombinationer
H02BX01 Metylprednisolon, kombinationer

## H02C Antiadrenerga preparat

### H02CA Antikortikosteroider
H02CA01 Trilostan

### Engelska
- WHO Collaborating Centre for Drug Statistics Methodology - ATC Index
- WHO Collaborating Centre for Drug Statistics Methodology - ATCvet Index

### Svenska
- SIL online
- FASS.se - ATC
- FASS.se - Veterinär-ATC
- Sök läkemedelsfakta - Läkemedelsverket
- Socialstyrelsen : Klassifikationer
- Nationellt produktregister för läkemedel - NPL